# Ar-2 (航空機)
 Ar-2 / Ар-2
- 用途：爆撃機
- 分類：急降下爆撃機
- 設計者： アルハーンゲリスキイ試作設計局
- 製造者： 第22工場
- 運用者： 赤軍
- 初飛行：1940年10月
- 生産数：190 機程度
- 生産開始：1940年
- 運用開始：1940年
- 退役：1943年
- 運用状況：退役

Ar-2(アルハーンゲリスキイ2、アルハンゲリスキー2；ロシア語:Ар-2アール・ドヴァー)は、ソ連のA・A・アルハーンゲリスキイ記念試作設計局の開発した双発中型の急降下爆撃機(Пикирующий бомбардировщик)である。初飛行は1940年で、主に第二次世界大戦前半、ナチス・ドイツ軍に対する戦闘に参加した。高速爆撃機(Скоростной бомбардировщик) SB最後の量産派生型である。

## 概要
ツポレフ設計局においてSBを開発したアレクサーンドル・アレクサーンドロヴィチ・アルハーンゲリスキイ(Александр Александрович Архангельский)は、その派生型のひとつとしてSB-RK(СБ-РКエースベー・エールカー)と呼ばれる機体を開発した。この機体は、500 - 600 km/h級の高速爆撃機を求める軍に対する回答として設計された。この厳しい要求を満たすため、この改良型爆撃機には赤軍航空隊の最新鋭戦闘機であったYak-1やLaGG-3と同じクリーモフ設計局製の液冷式V型12気筒エンジンM-105Rが搭載されることとなった。1100馬力の出力を発揮するこのエンジンのお陰で、SB-RKはこの他に、1350馬力のM-106も試験されたが、このエンジンは未完成であったため採用されなかった。その他、従来のM-103やM-104などでも試験が行われた。
戦闘試験は1940年7月15日より開始され、急降下爆撃用に設計されたVISh-22Yeプロペラを装備するM-105Rエンジンを搭載した量産型のSB 5機が、急降下爆撃用のPB-3爆弾架を装備して試験に臨んだ。同様の試験は、VISh-23プロペラを装備したDB-3でも実施された。
SB-RKの2番目の試作機では、ドイツより購入したJu 88双発急降下爆撃機の高性能ぶりを参考に、この新しい高速爆撃機をそのような急降下爆撃機として完成させることが決定された。その後、SB-RKの各種システムはJu 88のものを参考にして製作されていった。SB-RKはBB-2PB(Su-2の試作名称)やJu 88A-4とともに急降下爆撃の試験に入り、優れた成績を収めた。
SB-RKが開発されている途中、軍の航空機呼称体系がそれまでの用途による命名から設計者の名前を反映させた命名に変更された。これに関連し、SB-RKは1940年12月9日以降Ar-2と呼ばれるようになった。
完成されたAr-2は優れた急降下爆撃機で、同時期に開発されていた、まったく新しい設計の機体であるPe-2と比べてもほとんどすべての点でより優れていた。赤色海軍航空隊の幹部や専門家たちの意見も、主力急降下爆撃機はAr-2にすべきで、Pe-2はその護衛のための長距離戦闘機として完成すべきであるというものであった。というのも、Ar-2はPe-2に比べて堅実な設計に基づいており、機械的信頼性が高いとされたからである。しかしながら、共産党中央の判断は変わらず、主力急降下爆撃機にはPe-2が選定され、Ar-2は少数が生産されたに留まった。
Ar-2の生産はある「欠点」により中止となったのであるが、指摘されたAr-2の「欠点」というのは、Pe-2と比べて飛行速度が遅いということであった。しかし、この欠点は戦闘指揮および護衛の戦闘機との連携さえ取れていれば、改善できる問題ではあった。しかし、バルバロッサ作戦開始後、航空戦力の大半が鹵獲ないし破壊されてしまったソ連空軍にはそのようなシステムの構築にかける時間は存在せず、むしろ高速で敵前線に爆弾を落とすことだけを、主眼におく必要があったともいえる。また、設計にも目新しい部分が見当たらず、英国のモスキートのような「近代的な双発爆撃機」という要求を出していたソ連軍と折が合わなかったという部分も存在した。しかし、Ar-2は良好な離着陸性能をもっており、未熟な操縦者にとってはPe-2よりはるかに扱いやすい機体であった。Pe-2の離着陸性能に難があったのは有名な話で、高速で着陸しなければならないうえに、降着装置の破損は頻繁に発生していた。Pe-2における故障の三割は、着陸時に発生したものであった。設計者であるヴラジーミル・ミハーイロヴィチ・ペトリャコーフ(Владимир Михайлович Петляков)自身も、搭乗していたPe-2の試作機による事故で死亡している。結局、総合的に優れた航空機であったAr-2だったが、冷遇され、高速性が重視されたPe-2が次々と戦場へ送られていった。もっとも、急降下爆撃機は敵の目標に向かって降下するため、対空砲に晒されるために損傷率は極めて高く、これはより重装甲のIl-2ですら損害を被っていたのは事実である。
1941年6月1日の時点で、赤軍航空隊は164 機のAr-2を保有していた。これらの機体のうち整備中の3 機を含む147 機が部隊に配備されており、残りの機体は第22工場にあった。6月22日にはナチス・ドイツ軍の侵攻により独ソ戦(大祖国戦争)が始められたが、これらの機体のうち多くがウクライナにおける戦闘初期の内に十分に力を発揮できぬまま消耗してしまった。I-153やI-16のような自軍の戦闘機の性能不足もあったが、それ以上にドイツ軍の航空作戦によって飛び立つ間もなく大半が撃破されたため、Ar-2は十分な護衛を受けることができなかったのである。損失は、開戦後最初の一ヶ月だけで実に95 機に及んだ。また、若干の機体がキエフなどでドイツ軍によって無傷のまま捕獲されている。
生き残った機体は1943年まで使用されたとされている。最後までAr-2を運用したのは南西戦線の第33高速爆撃機航空連隊で、1942年5月の時点で10 機のSBとともに2 機のAr-2を保有していた。第33高速爆撃機連隊はこの年の8月に第10親衛爆撃機連隊に改称したが、1943年までこれらの古い機材を運用し続けた。そののち、連隊はレンドリースにより供与されたボストンに装備を変更した。
Ar-2では、ほかにAM-37液冷エンジンの搭載試験も行われていた。これによりAr-2は3発のFAB-1000爆弾を搭載できるようになるはずであったが、不運なことに戦況の悪化によりこのエンジンは量産体制から外されてしまった。また、SBの最終発展型としてM-105Rエンジンを搭載したSBBの開発も行われたが、戦争により開発は失敗した。Ar-2の後継となる最初のTu-2が新しいASh-82エンジンを搭載して前線へ投入されたのはようやく1942年の9月になってからであり、ASh-82FNを装備する本格的な量産型Tu-2が前線へ姿を現すのは、戦局も定まってきた1944年の9月になってからであった。

## スペック
- 初飛行：1940年
- 翼幅：18.00 m
- 全長：12.50 m
- 全高：3.56 m
- 翼面積：48.20 m2
- 空虚重量：4516 kg
- 通常離陸重量：6660 kg
- 最大離陸重量：8150 kg
- 発動機：クリーモフ製 M-105R(М-105Р) 液冷エンジン ×2
- 出力：1100 馬力
- 最高速度(地表高度)：443 km/h
- 最高速度：512 km/h
- 巡航速度：475 km/h
- 実用航続距離：1500 km
- 上昇力：765 m/min
- 実用飛行上限高度：10500 m
- 乗員：3 名
- 武装：
  - 7.62 mm機銃ShKAS(ШКАС) ×4
  - 機内爆弾搭載量：1600 kgまで：100 kg爆弾 ×6、250 kg爆弾 ×2、500 kg爆弾 ×1、VAP-500(ВАП-500)、ZAP-500(ЗАП-500)
  - 外部爆弾搭載量：1500 kgまで

## 運用国
Ar-2は輸出されず、ソ連の赤軍のみで運用された。以下は、1941年時点での配備である。
 ソ連
空軍
レニングラート軍管区
第2混成航空師団(ロシア共和国・レニングラート・クレスツィ飛行場)
第2高速爆撃機連隊 - 20 機(他にSBを39 機)
沿バルト主要軍管区
第7混成航空師団(リトアニア共和国・ヴィーリノ飛行場)
第46高速爆撃機連隊 - 61 機(SBを含む)
第54混成航空師団
第54高速爆撃機連隊 - 68 機(SBを含む。他にPe-2を7 機)
西部主要軍管区
第9混成航空師団(白ロシア共和国・ローシおよびボリソフシチナ両飛行場)
第13高速爆撃機連隊 - 51 機(SBを含む)
キエフ主要軍管区
第14爆撃機航空師団(ウクライナ共和国・ベーラヤ・ツェールコフィおよびゴロジーシチェ両飛行場)
第33爆撃機連隊 - 54 機(SBを含む)
モスクワ軍管区
第27戦闘機連隊(他にI-14、I-15、I-16を装備。Ar-2は急降下爆撃の訓練に用いられた)
海軍航空隊
赤旗受賞バルト艦隊
第10混成航空旅団(エストニア共和国・ピャールヌ飛行場)
第73爆撃機連隊 - 18 機(他にSBを43 機)